# 清正公寺
清正公寺（せいしょうこうじ）は、東京都中央区にある日蓮宗の寺院。

## 歴史
文久元年6月（1861年7月）に開山。同地にあった肥後国熊本藩下屋敷の敷地内に、熊本藩主家が領内の日蓮宗本妙寺に安置された加藤清正公の分霊を仏式で勧請したのが始まり。
明治維新の際、信徒らの請願を受けて神道式に変更、「加藤神社」と称された。1874年（明治7年）6月、当主細川護久の願により庶民の参拝が公許されたが、1876年（明治9年）12月の東京府布達（甲第156号 私邸内ノ神仏堂衆庶参拝停止ノ件）により、一般参拝を中止。1878年（明治11年）6月、さらに許可を得て一般参拝を再開したが、1885年（明治18年）11月、信徒の請願により仏式に戻して「浜町清正公堂」と改称、熊本県飽託郡の本妙寺に管理が委託された。
1923年（大正12年）9月の関東大震災により焼失。細川家邸は1903年（明治36年）以降、細川家親族の長岡子爵邸となっていたが、同敷地が帝都復興事業（帝都復興公園） により浜町公園として新設整備されるとともに、堂の規模も縮小され公園内敷地に遷座。1945年（昭和20年）3月の東京大空襲により再び焼失。戦後に公堂が再建され現在に至る。
鏑木清方や谷崎潤一郎は、かつて当寺の近くに住んでいたこともあり、往時の思い出を書き残している。

## 交通アクセス
- 浜町駅より徒歩2分。